# Цой Чун Се
Цой Чун Се (2 февраля 1908 года — 10 июня 1999 года, Матвеев Курган, Ростовская область) — звеньевой колхоза «Авангард» Чиилийского района Кзыл-Ординской области, Казахская ССР. Герой Социалистического Труда (1950).

## Биография
Родился в 1908 году на советском Дальнем Востоке (по другим сведениям — в Корее).
Окончил 5 классов начальной школы. С 1928 по 1937 года трудился рядовым колхозником в колхозе «Красная звезда» Постышевского района Хабаровского края. После депортации корейцев был определён на спецпоселение в Чиилийский район Кзыл-Ординской области, Казахская ССР. С 1937 по 1939 года — колхозник в колхозе «5 декабря» Чапаевского района Западно-Казахстанской области. С 1939 по 1953 года — разнорабочий, звеньевой рисоводческого звена в колхозе «Авангард» Чиилийского района в селе Акмая.
В 1949 году звено Цой Чун Сена собрало в среднем по 81 центнера риса с каждого гектара на участке площадью 10 гектаров. Указом Президиума Верховного Совета СССР от 20 мая 1950 года удостоен звания Героя Социалистического Труда с вручением ордена Ленина и золотой медали «Серп и Молот».
С июля 1953 года проживал в Ростовской области. В 1953—1956 годах трудился в колхозах «Победа» и «Военсовет» Весёловского района. С 1956 по 1966 года трудился в колхозах имени Ленина и имени Калинина Сальского района, «Победа» Весёловского района, совхозе «Золотарёвка» Семикаракорского района, совхозе «Пригородный» Аксайского района, мясосовхозе «Мартыновский» Мартыновского района, совхозе имени Фрунзе Сальского района, колхозе «Мир» Матвеево-Курганского района.
В 1966—1967 годах проживал в Донецкой области, гле трудился в колхозе имени Мичурина Амвросиевского района. В 1967 году возвратился в Ростовскую область. Работал в колхозе «Миус» Неклиновского района. С 1968 года — рабочий подсобного хозяйства Комбайнового завода в посёлке Комбайновый в Матвеево-Кургановском районе.
Последние годы своей жизни проживал в посёлке Матвеев Курган, где скончался в 1999 году.
Похоронен в городе Снежное Донецкой области.